# Horst Eckel
Horst Eckel (8. února 1932, Vogelbach – 3. prosince 2021) byl německý fotbalista, který reprezentoval Německou spolkovou republiku. Nastupoval především na postu záložníka.
S německou reprezentací se stal mistrem světa roku 1954, na vítězném šampionátu odehrál všech šest utkání. Hrál i na světovém šampionátu roku 1958, kde Němci obsadili 4. místo. V národním týmu působil v letech 1952–1958, za tu dobu v něm odehrál 32 utkání.
V letech 1949–1960 působil v klubu 1. FC Kaiserslautern. Dvakrát s ním vyhrál německé mistrovství (1951, 1953).
Díky své rychlosti měl přezdívku Windhund (Chrt).
Působil jako poradce Sönke Wortmanna při natáčení filmu Bernský zázrak (Das Wunder von Bern), který měl premiéru v roce 2003.